# Jardin Royal (Toulouse)
Pour les articles homonymes, voir Jardin royal.

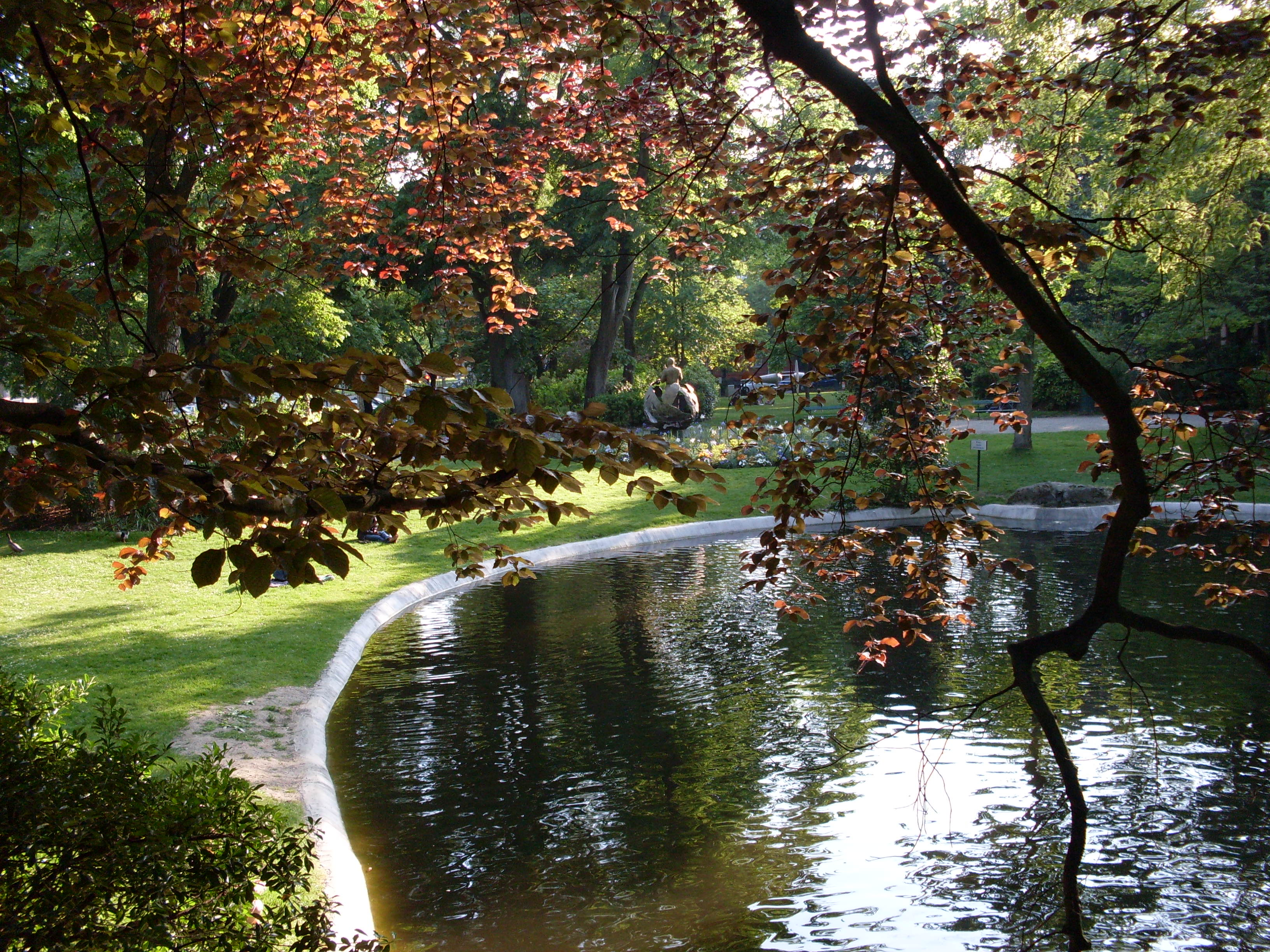
Le jardin Royal en 2011, vue partielle.

Le jardin Royal est un jardin public à l'anglaise situé dans la ville de Toulouse. Il se trouve dans le quartier de Busca-Montplaisir, au sud-est de l'hypercentre.

## Historique

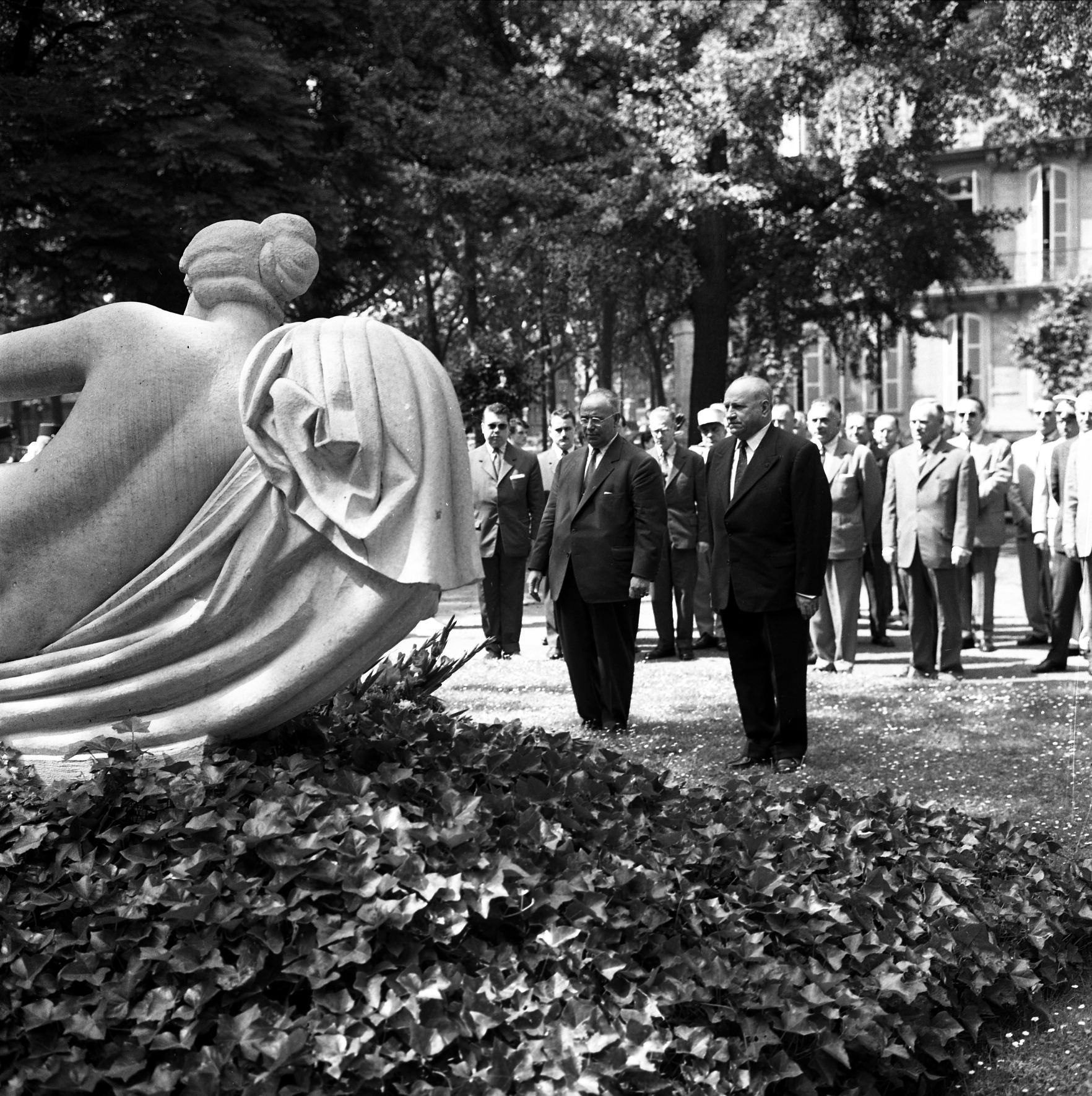
Didier Daurat déposant une gerbe devant la statue "La Gloire de l'Aviation" en 1961

Créé par Louis de Mondran en 1754, le jardin Royal fut le premier jardin public de Toulouse. Comme le Grand-Rond, il fut aménagé en jardin à l'anglaise entre 1861 et 1863. Il couvre une surface de 1,7 hectare.
Son nom a changé suivant les époques. D'abord nommé « jardin public de Toulouse », il prit le nom de « jardin Royal » avec la création du jardin du Grand-Rond. Bien évidemment, à la Révolution, le jardin changea de nom. Durant le XIXe siècle, suivant les orientations politiques des dirigeants de Toulouse, le qualificatif du parc oscilla entre « Public » et « Royal ». C'est en 1886 qu'il prit définitivement le nom de « jardin Royal ».
Plusieurs statues ornent le jardin, rendant en particulier hommage à Déodat de Séverac, Antoine de Saint-Exupéry et les pionniers de l'Aéropostale.

## Description
Le jardin Royal est relié au jardin du Grand-Rond par une passerelle passant au-dessus du boulevard et est agrémenté de nombreuses statues. On y retrouve des essences d'arbres comme le ginkgo biloba, le micocoulier, des cèdres du Liban, un tulipier de Virginie, un oranger des Osages et des magnolias.